# أوكيا

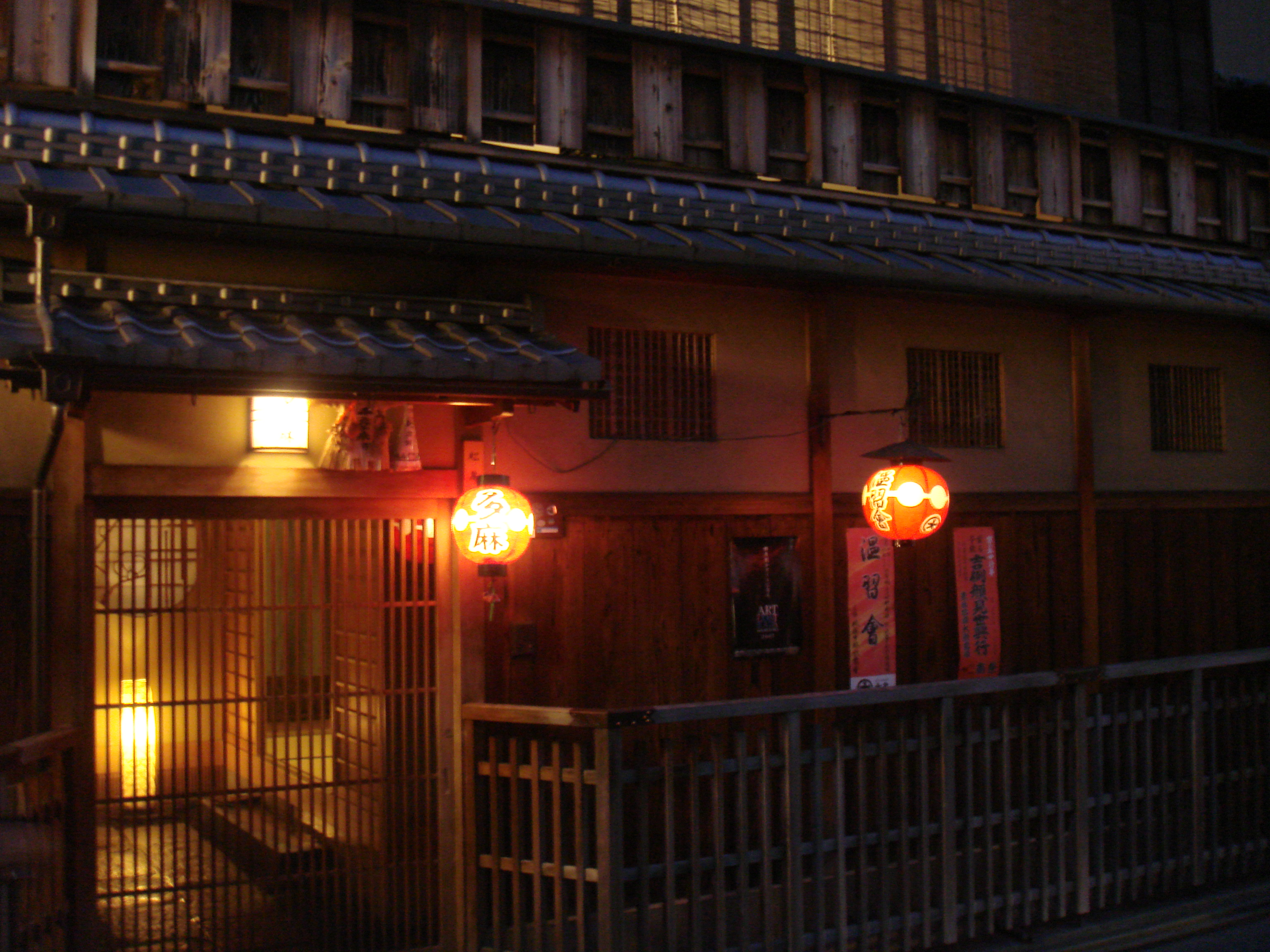
تاما أوكِيا في غيون كوبو، كيوتو

الأُُوكِيَا (置屋 okiya؟) هي بيت للإيواء والشرب، تقطنه المايكو أو الغيشا خلال حياتها المهنية (نينكي - nenki) في الكاريوكاي («عالم الزهور والصفصاف»: الاسم التقليدي الذي يصف مكان عمل الجيشا) (花柳界 karyūkai؟).
تمول الأوكِيا تدريب الغيشا التابعات للأوشايا (المقاهي أو بيوت الشاي) معينة، ولديها «فرع» خاص بها من الأسماء التي تربطهم ببعض - وعلى سبيل المثال، العديد من أفراد الجيشا اللاتي تدربن في مقهى داي-إشي في بونتوشو لديهم أسماء تبدأ بإشي-. وتتولى والدة المنزل ('أوكا-سان') التعامل مع ارتباطات الجيشا الصغيرة وتدعم تدريبها وتساعدها على تطوير مهاراتها من خلال ترتيب دروس في الرقص والغناء والآلات الموسيقية وحفلات الشاي. كما يُطلب من الجيشا قانونًا  أن تكون تابعة لأوكِيا معينة من أجل أن تكون مسجلة في الهناماشي المحلية (جماعة الغيشا) (花街؟)، بالرغم من أنها قد لا تعيش هناك فعلا.

## ترتيبات المعيشة

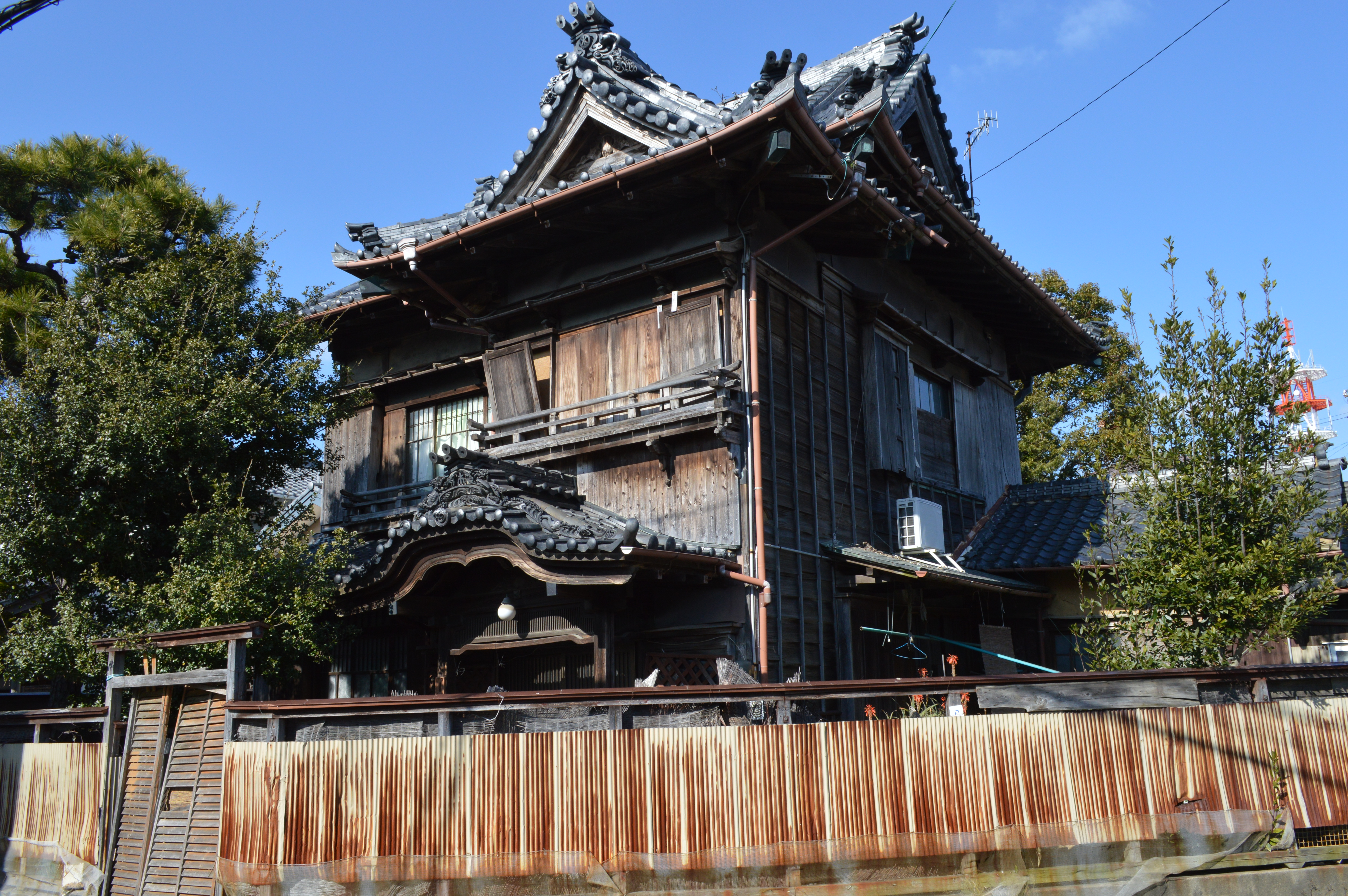
أوكِيا في مدينة تاهارا

تعيش الكثير من أفراد الجيشا في منطقة الأوكيا التي ينتمون إليها، على الرغم من أنه في العصر الحديث أصبح من الشائع أن تعيش الجيشا بشكل مستقل. وبما أن كيوتو تتمسك بشكل أكثر صرامة بالتقاليد في الكاريوكاي، فمن المحتمل أن تعيش غيشا كيوتو (غايكو في لهجة كيوتو) في الأوكِيا، بدلاً من العيش في شقة. أين تبقى الغيشا مرتدية الكيمونو في الأوكِيا، قبل الذهاب إلى مواعيدها في المساء. وقد يكون هناك أكثر من غيشا واحدة أو مايكو يَعِشْن في الأوكِيا في أي وقت، ومن الممكن أن تظل والدة المنزل تعمل كغيشا نشطة، على الرغم من أنه لا توجد متطلبات لأن يكون للمنزل أي غيشا على الإطلاق في من أجل الحفاظ على الترخيص.

## الترتيبات المالية

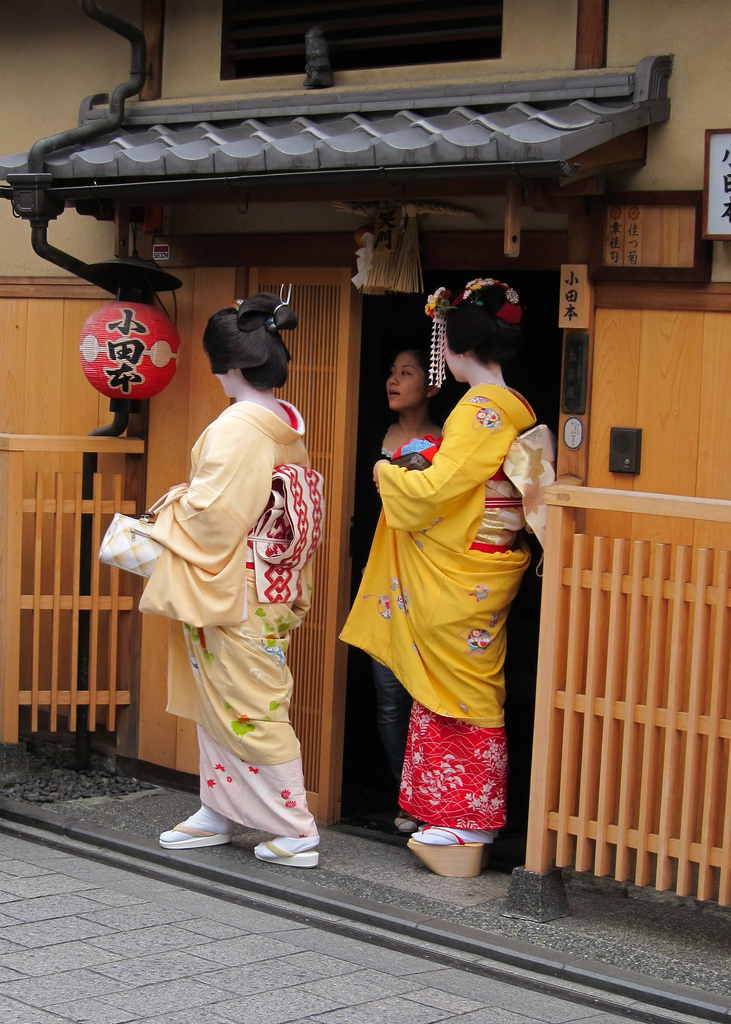

اعتمادًا على الترتيبات المالية، قد تبدأ الجيشا في إقراض كل شيء من الأُوكِيا - الغرفة والطعام والكيمونو - وبموجب هذا النظام، تدفع هذا المبلغ ببطء مع مرور الوقت. إلى أن تسدد كل شيء، حيث تذهب جميع الأموال (البقشيش) والأجور إلى الأوكِيا، ولكنها تحصل على أجرة مخصصة من والدة المنزل. هذا يستغرق عادة أكثر من عامين، ويُطلب من الجيشا أن يكون لها ضامن خارجي من أجل الحفاظ على سجلات مفصلة عن ديونها. وقد لا تأخذ بعض الأمهات، الغيشا، في إطار هذا الترتيب، لأنه قد يجر الكثير من المتاعب. بدلاً من ذلك، قد تكون الجيشا مستقلة منذ البداية حيث - تشتري الكيمونو الخاص بها، وتختار العيش خارج الأُوكيا إذا أرادت، وتدفع فقط رسوم الانتساب إليها. ويشار إليها بأنها جيمايه («في الجبهة أو على نفقته الخاصة») (自前 jimae؟). ويشار إلى الجيشا المستقلة الذي سددت جميع ديونها أيضًا بهذا الاسم.

## خِلافة المالِك
عادة ما يُطلب من الأوكيا أن تكون مملوكة ومُدارة من قِبل النساء، والتي يشار إليهن باسم «الأم» من قبل الجيشا والمايكو التابعتين للمنزل. هؤلاء النساء هن غالبا غيشات سابقات. وعندما تموت الأم أو تتقاعد، قد تسمي إحدى بناتها الطبيعيات وريثة على المنزل، كما تربى الأوكا-سان بنات الغيشات وترعاهن داخل الجماعة. فقد تسمي واحدة من الغيشا كوريثة (أتوطوري)، وتتبناها كابنتها (موسوميه). بموجب هذا الترتيب والإتفاق، يتم تحويل ديون الغيشا إلى الأُوكِيا حالا، وتذهب كل الأموال التي تكسبها الغيشا الوريثة إلى الأوكيا مباشرةً، حيث تصبح المالك الجديد بمجرد وفاة والدتها بالتبني أو تَنحِيها بشكل دائم.